# Françoise Trehet
Pour les articles homonymes, voir Tréhet (homonymie).
Françoise Trehet (Saint-Mars-sur-la-Futaie, 8 avril 1756 - Ernée, 13 mars 1794) est une sœur de la charité de Notre-Dame d'Évron reconnue martyre et bienheureuse par l'Église catholique. 

## Biographie
Sœur de la Charité de Notre Dame d'Évron, elle soigne et porte secours à tous ceux qui ont besoin de son aide. Lors de la Révolution française, elle est accusée d’avoir caché des prêtres malades. Elle est accusée de « panser les blessures des soldats du roi ». Elle répond que « les bleus ou chouans, tous sont mes frères en Jésus-Christ ; je ne refuse de soins à personne ». 
Elle est condamnée à mort le 13 mars 1794 par la Commission militaire révolutionnaire du département de la Mayenne. Le pape Pie XII béatifie Françoise Tréhet avec les 14 martyrs de Laval le 19 juin 1955, en même temps qu'un curé et trois religieuses également guillotinés en 1794.

## Sources partielles
- Isidore Boullier, Mémoires ecclésiastiques concernant la ville de Laval et ses environs.